# Bandera de Suïssa
La bandera de Suïssa consisteix en una creu suïssa de color blanc col·locada sobre un camp vermell quadrat
, definició especificada per llei. Es tracta, doncs, d'una de les dues banderes europees de proporcions 1:1 juntament amb la del Vaticà. La seva variant com a pavelló nacional és però, rectangular.
La bandera de la Confederació Helvètica s'inspirà en la insígnia del cantó de Schwyz, que va rebre una creu de plata com a mostra d'agraïment després d'haver lluitat de forma conjunta amb les tropes del Sacre Imperi Romano-Germànic. Els primers confederats ja utilitzaren la creu suïssa com a distintiu als camps de batalla. La data més antiga de què es té constància és la batalla de Laupen, el 1339. En un principi però, els braços de la creu eren més estrets i llargs, de manera que arribaven al final de la tela, tal com succeeix amb les banderes dels països escandinaus.

## Construcció i dimensions
Segons la llei de bandera de 2017 (SR 232.21), "la bandera suïssa mostra una creu suïssa sobre un fons quadrat". La creu suïssa es defineix com "una creu blanca, vertical i exempta, representada sobre un fons vermell, els braços de la qual, tots de la mateixa mida, són una sisena part més llargs que amples".

Plantilla de construcció de la bandera.

### Colors
El to de vermell utilitzat a la bandera no estava definit per llei abans del 2017. Des de llavors, la llei de la bandera especifica el color de la bandera de la següent manera:
| Model de color | Vermell          | Blanc         |
| -------------- | ---------------- | ------------- |
| Pantone        | 485 C o 485 U    | Blanc         |
| CMYK           | 0-100-100-0      | 0-0-0-0       |
| RGB            | 255, 0, 0        | 255, 255, 255 |
| HTML           | #FF0000          | #FFFFFF       |
| RAL            | 3020 Traffic red | Blanc         |
| NCS            | S 1085-Y90R      | Blanc         |

## Banderes històriques
Durant els anys de la invasió napoleònica, entre 1798 i 1803, en què el país esdevingué una república titella de França, la bandera estigué formada per tres franges horitzontals i iguals, de colors verd, vermell i groc, amb la inscripció de Republique Helvetique (República Helvètica, en francès) al seu centre.
Després de la derrota dels exèrcits de Napoleó, el Congrés de Viena reconegué la neutralitat universal de Suïssa i definí les fronteres del seu territori. Això va permetre al país organitzar-se novament, canviant la seva configuració d'Estat unitari a Confederació, i recuperant els seus símbols tradicionals.

Bandera de la República Helvètica.

## Curiositats
D'altra banda, la bandera de la Creu Roja s'inspirà en la bandera de Suïssa en honor del seu fundador, el suís Henri Dunant. Aquesta bandera, de proporcions rectangulars, és idèntica a la del país alpí, només que inverteix els seus colors.

Bandera de la Creu Roja

## Banderes cantonals

Bandera d'Appenzell Ausser-Rhoden
Bandera d'Appenzell Inner-Rhoden
Bandera d'Argòvia
Bandera de Basilea-Camp
Bandera de Basilea-Ciutat
Bandera de Berna
Bandera de Friburg
Bandera de Ginebra
Bandera de Glarus
Bandera dels Grisons
Bandera del Jura
Bandera de Lucerna
Bandera de Neuchâtel
Bandera de Nidwalden
Bandera d'Obwalden
Bandera de Sankt Gallen
Bandera de Schaffhausen
Bandera de Schwyz
Bandera de Solothurn
Bandera del Ticino
Bandera de Turgòvia
Bandera d'Uri
Bandera del Valais
Bandera del Vaud
Bandera de Zug
Bandera de Zuric